# トリニダード (コロラド州)

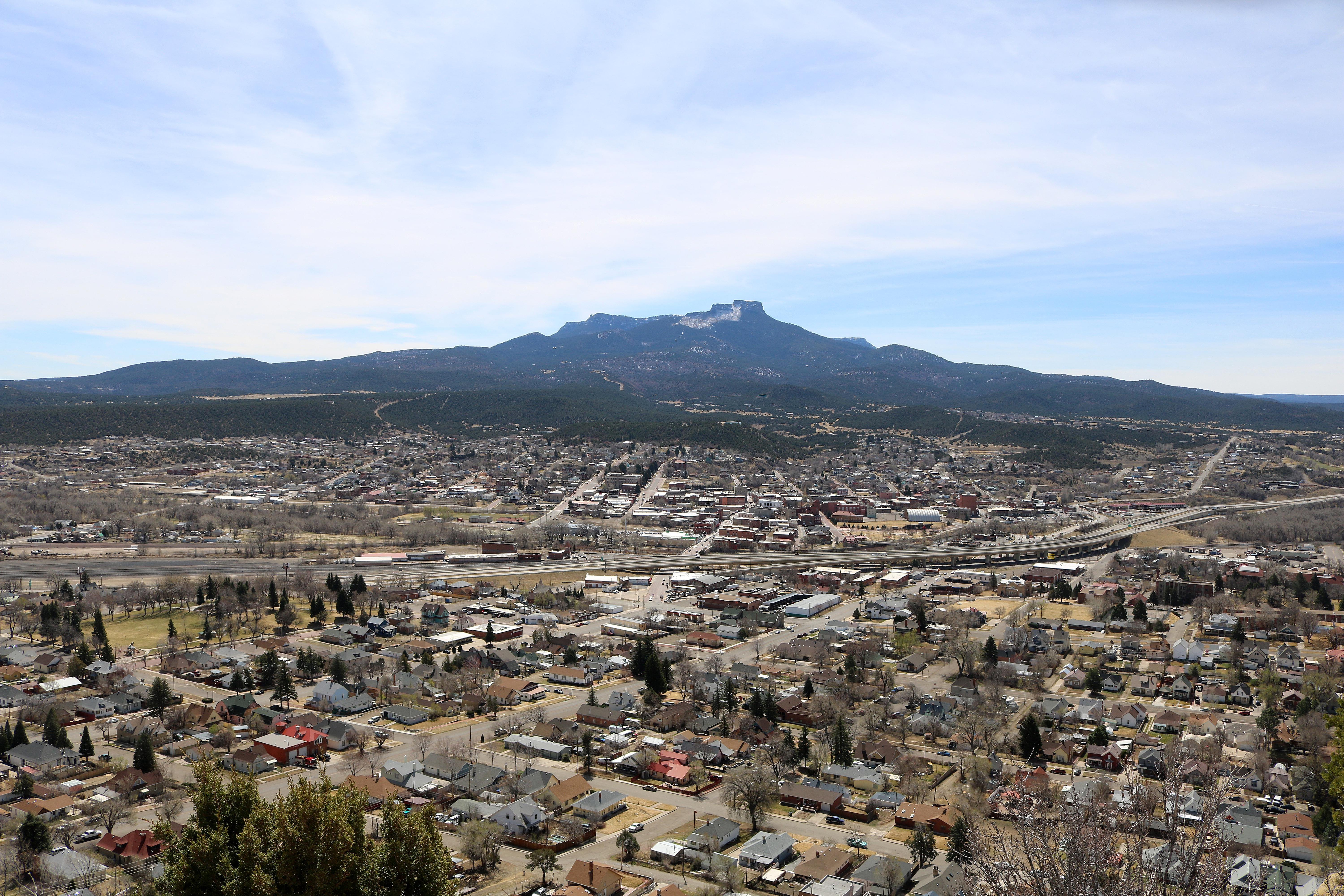
トリニダードの景観

トリニダード（Trinidad）は、アメリカ合衆国コロラド州の都市。ラスアニマス郡の郡庁所在地である。人口は、8,329人（2020年）。ヒスパニック系の住民が多い町である。古くは炭鉱で栄えた。

## 地理

ラスアニマス郡内の位置

トリニダードは北緯37度10分15秒 西経104度30分23秒 / 北緯37.17083度 西経104.50639度(37.170944, -104.506447)に位置している。アメリカ国勢調査局によると、町の総面積は16.3 km² (6.3 mi² )で、すべて陸地である。コロラド州南部にあり、ニューメキシコ州境に近い。

## 人口動勢

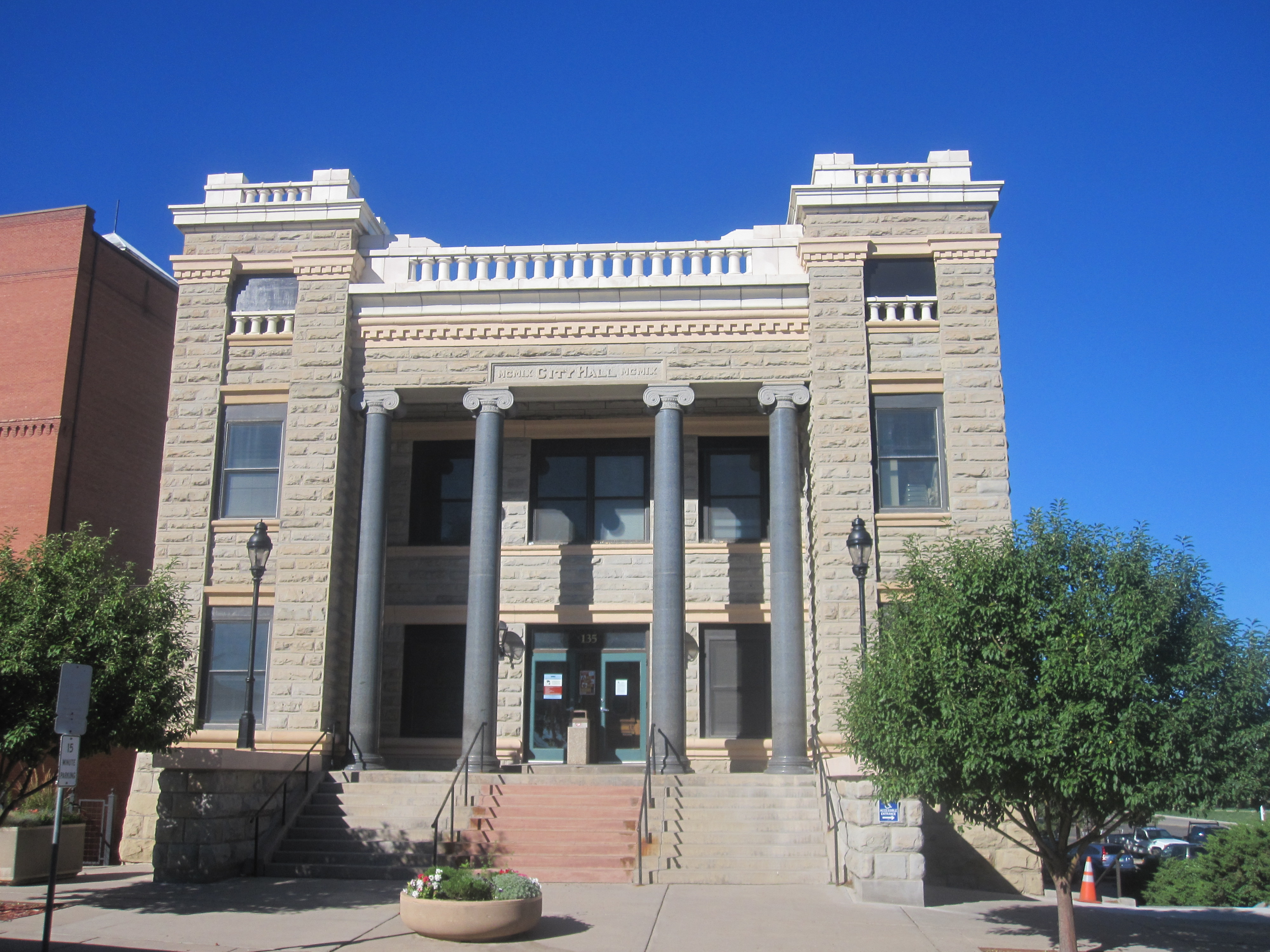
市役所

以下は2000年国勢調査における人口統計データである。
| 基礎データ - 人口: 9,078人 - 世帯数: 3,701世帯 - 家族数: 2,335家族 - 人口密度: 555.5/km² (1,439.4/mi²） - 住居数: 4,126軒 - 住居密度: 252.5/km² (654.2/mi²) 人種別人口構成 - 白人: 79.97% - アフリカン・アメリカン: 0.54% - ネイティブ・アメリカン: 3.02% - アジア人: 0.43% - 太平洋諸島系:0.14% - その他の人種: 12.12% - 混血(2人種間以上の): 3.78% - ヒスパニック・ラテン系: 48.07% 世帯と家族（対世帯数） - 全世帯数: 3,701 - 18歳未満の子供がいる: 29.5% - 結婚・同居している夫婦: 43.6% - 未婚・離婚・死別女性が世帯主: 14.5% - 非家族世帯: 36.9% - 単身世帯: 32.7% - 65歳以上の老人1人暮らし: 16.2% - 平均構成人数 - 世帯: 2.36人 - 家族: 2.98. | 年齢別人口構成 - 18歳未満: 24.9% - 18-24歳: 9.4% - 25-44歳: 24.2% - 45-64歳: 22.6% - 65歳以上: 18.9% - 年齢の中央値: 39歳 - 性比（女性100人あたり男性の人口） - 総人口: 92.5人 - 18歳以上: 89.8人 収入と家計 - 収入の中央値 - 世帯: $26,681米ドル - 家族: $33,992米ドル - 性別 - 男性: $27,817米ドル - 女性: $20,664 - 人口1人あたり収入: $17,271米ドル - 貧困線以下 - 対家族: 16.2% - 対人口: 18.3% - 18歳未満: 19.6% - 65歳以上: 20.0% |

## 世界の性転換の首都

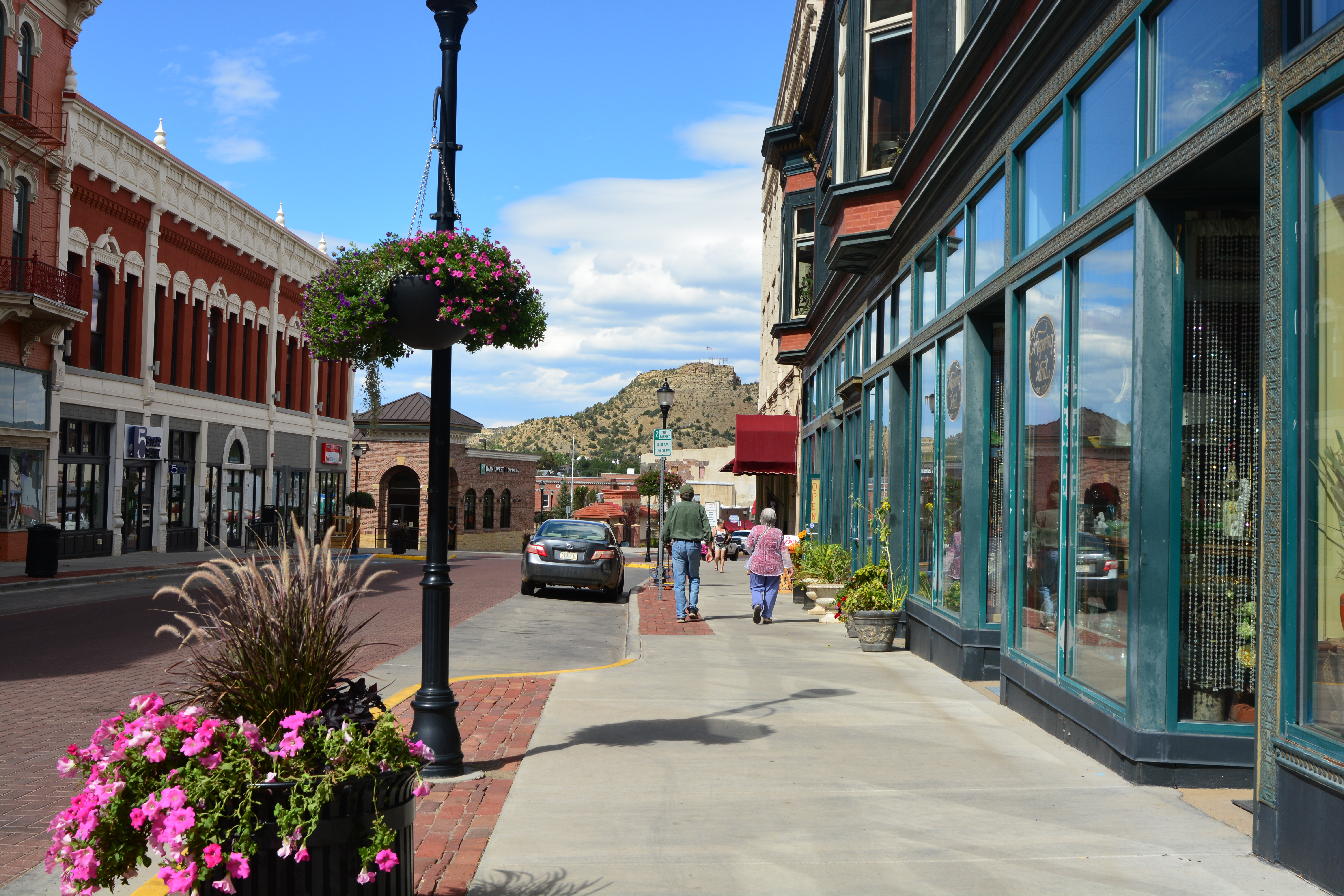
ダウンタウン

トリニダードは、地元の医者の性転換外科手術の国際的な名声のために、「世界の性転換の首都」と言われている。1960年代、韓国から帰国した熟練の外科医、スタンレー・バイバー医師は、市が外科医を必要としていることを聞き、トリニダードへの移住を決めた。1969年、地元のソーシャルワーカーがバイバー医にその手術を依頼した。バイバー医師は、非常に少ない医者しか手術を行っていなかった当時、名医としての評判を増した。最盛期には、バイバーは一日におおよそ四つの性転換手術を行っていた。「トリニダードへの小旅行」(taking a trip to Trinidad)という言葉は、彼が受けるいくつかの求められる手順に対する婉曲した言葉となった。彼の外科医院は、2003年にマルシ・ボウワーに引き継がれた。トリニダードの性転換の首都としての評判は、その他の点では保守的な社会の小さな町であるため、一部の居住者に不快感を与えている。とは言うものの、バイバーがもたらした税収は、地元の病院を経営し続けるために重要で、バイバー自身はコミュニティの指導者として尊敬された。